# Merlin – Die neuen Abenteuer/Episodenliste
Diese Episodenliste enthält alle Episoden der britischen Fantasyserie Merlin – Die neuen Abenteuer, sortiert nach der britischen Erstausstrahlung. Die Fernsehserie umfasst insgesamt fünf Staffeln mit 65 Episoden.

## Übersicht
| Staffel | Episodenanzahl | Erstausstrahlung UK | Erstausstrahlung UK | Deutschsprachige Erstausstrahlung | Deutschsprachige Erstausstrahlung |
| Staffel | Episodenanzahl | Staffelpremiere     | Staffelfinale       | Staffelpremiere                   | Staffelfinale                     |
| ------- | -------------- | ------------------- | ------------------- | --------------------------------- | --------------------------------- |
| 1       | 13             | 20. September 2008  | 13. Dezember 2008   | 17. Oktober 2009                  | 19. Dezember 2009                 |
| 2       | 13             | 19. September 2009  | 19. Dezember 2009   | 22. Dezember 2010                 | 9. März 2011                      |
| 3       | 13             | 11. September 2010  | 4. Dezember 2010    | 23. März 2011                     | 21. Dezember 2011                 |
| 4       | 13             | 1. Oktober 2011     | 24. Dezember 2011   | 4. Januar 2012                    | 28. März 2012                     |
| 5       | 13             | 6. Oktober 2012     | 24. Dezember 2012   | 13. Februar 2013                  | 8. Mai 2013                       |

## Staffel 1
Die Erstausstrahlung der ersten Staffel war vom 20. September bis zum 13. Dezember 2008 auf dem britischen Sender BBC One zu sehen. Die deutschsprachige Erstausstrahlung sendete der deutsche Free-TV-Sender RTL vom 17. Oktober bis zum 19. Dezember 2009.
| Nr. (ges.) | Nr. (St.) | Deutscher Titel                 | Originaltitel             | Erstausstrahlung UK | Deutschsprachige Erstausstrahlung (D) |
| ---------- | --------- | ------------------------------- | ------------------------- | ------------------- | ------------------------------------- |
| 1          | 1         | Ruf des Drachen                 | The Dragon’s Call         | 20. Sep. 2008       | 17. Okt. 2009                         |
| 2          | 2         | Ein Ritter spielt falsch        | Valiant                   | 27. Sep. 2008       | 17. Okt. 2009                         |
| 3          | 3         | Zeichen des Unheils             | The Mark of Nimueh        | 4. Okt. 2008        | 24. Okt. 2009                         |
| 4          | 4         | Vergifteter Kelch               | The Poisoned Chalice      | 11. Okt. 2008       | 24. Okt. 2009                         |
| 5          | 5         | Lancelots Wunsch                | Lancelot                  | 18. Okt. 2008       | 31. Okt. 2009                         |
| 6          | 6         | Heilmittel zum Zweck            | A Remedy To Cure All Ills | 25. Okt. 2008       | 7. Nov. 2009                          |
| 7          | 7         | Auf dem Wege nach Avalon        | The Gates Of Avalon       | 1. Nov. 2008        | 14. Nov. 2009                         |
| 8          | 8         | Jedes Ende besitzt einen Anfang | The Beginning of the End  | 8. Nov. 2008        | 21. Nov. 2009                         |
| 9          | 9         | Excalibur                       | Excalibur                 | 15. Nov. 2008       | 28. Nov. 2009                         |
| 10         | 10        | Ein Moment der Wahrheit         | The Moment of Truth       | 22. Nov. 2008       | 5. Dez. 2009                          |
| 11         | 11        | Die Legende der Einhörner       | The Labyrinth of Gedref   | 29. Nov. 2008       | 12. Dez. 2009                         |
| 12         | 12        | Tod dem König                   | To Kill the King          | 6. Dez. 2008        | 19. Dez. 2009                         |
| 13         | 13        | Merlin und die alten Mächte     | Le Morte d’Arthur         | 13. Dez. 2008       | 19. Dez. 2009                         |

## Staffel 2
Die Erstausstrahlung der zweiten Staffel war vom 19. September bis zum 19. Dezember 2009 auf dem britischen Sender BBC One zu sehen. Die deutschsprachige Erstausstrahlung sendete der deutsche Free-TV-Sender Super RTL vom 22. Dezember 2010 bis zum 9. März 2011.
| Nr. (ges.) | Nr. (St.) | Deutscher Titel                   | Originaltitel                | Erstausstrahlung UK | Deutschsprachige Erstausstrahlung (D) |
| ---------- | --------- | --------------------------------- | ---------------------------- | ------------------- | ------------------------------------- |
| 14         | 1         | Die Rache des Sigan               | The Curse of Cornelius Sigan | 19. Sep. 2009       | 22. Dez. 2010                         |
| 15         | 2         | Im Auftrag des Bösen              | The Once and Future Queen    | 26. Sep. 2009       | 29. Dez. 2010                         |
| 16         | 3         | Der Albtraum beginnt              | The Nightmare Begins         | 3. Okt. 2009        | 5. Jan. 2011                          |
| 17         | 4         | Lancelot und Guinevere            | Lancelot and Guinevere       | 10. Okt. 2009       | 12. Jan. 2011                         |
| 18         | 5         | Die Schöne und das Biest – Teil 1 | Beauty and the Beast (1)     | 24. Okt. 2009       | 26. Jan. 2011                         |
| 19         | 6         | Die Schöne und das Biest – Teil 2 | Beauty and the Beast (2)     | 31. Okt. 2009       | 26. Jan. 2011                         |
| 20         | 7         | Der Hexenfinder                   | The Witchfinder              | 7. Nov. 2009        | 19. Jan. 2011                         |
| 21         | 8         | Die Geburtslüge                   | The Sins of the Father       | 14. Nov. 2009       | 2. Feb. 2011                          |
| 22         | 9         | Merlin und das Druidenmädchen     | The Lady of the Lake         | 21. Nov. 2009       | 9. Feb. 2011                          |
| 23         | 10        | In Liebe verzaubert               | Sweet Dreams                 | 28. Nov. 2009       | 16. Feb. 2011                         |
| 24         | 11        | Der magische Kristall             | The Witch’s Quickening       | 5. Dez. 2009        | 23. Feb. 2011                         |
| 25         | 12        | Die Ritter von Medhir             | The Fires Of Idirsholas      | 12. Dez. 2009       | 2. März 2011                          |
| 26         | 13        | Der Drachenmeister                | The Last Dragonlord          | 19. Dez. 2009       | 9. März 2011                          |

## Staffel 3
Die Erstausstrahlung der dritten Staffel war vom 11. September bis zum 4. Dezember 2010 auf dem britischen Sender BBC One zu sehen. Die deutschsprachige Erstausstrahlung der ersten beiden Folgen war am 23. März 2011 auf Super RTL zu sehen. Die weiteren Episoden wurden vom 12. Oktober bis zum 21. Dezember 2011 gezeigt.
| Nr. (ges.) | Nr. (St.) | Deutscher Titel                 | Originaltitel                    | Erstausstrahlung UK | Deutschsprachige Erstausstrahlung (D) |
| ---------- | --------- | ------------------------------- | -------------------------------- | ------------------- | ------------------------------------- |
| 27         | 1         | Die Tränen des Königs – Teil 1  | The Tears of Uther Pendragon (1) | 11. Sep. 2010       | 23. März 2011                         |
| 28         | 2         | Die Tränen des Königs – Teil 2  | The Tears of Uther Pendragon (2) | 18. Sep. 2010       | 23. März 2011                         |
| 29         | 3         | Gold! Lecker!                   | Goblin’s Gold                    | 26. Sep. 2010       | 12. Okt. 2011                         |
| 30         | 4         | Gwaine                          | Gwaine                           | 2. Okt. 2010        | 19. Okt. 2011                         |
| 31         | 5         | Die Kristallhöhle               | The Crystal Cave                 | 9. Okt. 2010        | 26. Okt. 2011                         |
| 32         | 6         | Kuckuckskind                    | The Changeling                   | 16. Okt. 2010       | 2. Nov. 2011                          |
| 33         | 7         | Entführt und Erpresst           | The Castle of Fyrien             | 23. Okt. 2010       | 9. Nov. 2011                          |
| 34         | 8         | Das Auge des Phoenix            | The Eye of the Phoenix           | 30. Okt. 2010       | 16. Nov. 2011                         |
| 35         | 9         | Liebe in Zeiten der Drachen     | Love in the Time of Dragons      | 6. Nov. 2010        | 23. Nov. 2011                         |
| 36         | 10        | Herzdame                        | Queen of Hearts                  | 13. Nov. 2010       | 30. Nov. 2011                         |
| 37         | 11        | Die Schattenwelt                | The Sorcerer’s Shadow            | 20. Nov. 2010       | 7. Dez. 2011                          |
| 38         | 12        | Arthurs Stunde schlägt – Teil 1 | The Coming Of Arthur (1)         | 27. Nov. 2010       | 14. Dez. 2011                         |
| 39         | 13        | Arthurs Stunde schlägt – Teil 2 | The Coming Of Arthur (2)         | 4. Dez. 2010        | 21. Dez. 2011                         |

## Staffel 4
Die Erstausstrahlung der vierten Staffel war vom 1. Oktober bis zum 24. Dezember 2011 auf dem britischen Sender BBC One zu sehen. Die deutschsprachige Erstausstrahlung wurde von dem 4. Januar 2012 bis zum 28. März 2012 auf dem deutschen Free-TV-Sender Super RTL gesendet.
| Nr. (ges.) | Nr. (St.) | Deutscher Titel               | Originaltitel              | Erstausstrahlung UK | Deutschsprachige Erstausstrahlung (D) |
| ---------- | --------- | ----------------------------- | -------------------------- | ------------------- | ------------------------------------- |
| 40         | 1         | Die dunkelste Stunde – Teil 1 | The Darkest Hour (1)       | 1. Okt. 2011        | 4. Jan. 2012                          |
| 41         | 2         | Die dunkelste Stunde – Teil 2 | The Darkest Hour (2)       | 8. Okt. 2011        | 11. Jan. 2012                         |
| 42         | 3         | Tödlicher Geburtstag          | The Wicked Day             | 15. Okt. 2011       | 18. Jan. 2012                         |
| 43         | 4         | Die Triskele von Askhanar     | Aithusa                    | 22. Okt. 2011       | 25. Jan. 2012                         |
| 44         | 5         | Ganz der Vater?               | His Father’s Son           | 29. Okt. 2011       | 1. Feb. 2012                          |
| 45         | 6         | Diener zweier Herren          | A Servant of Two Masters   | 5. Nov. 2011        | 8. Feb. 2012                          |
| 46         | 7         | Geheimnisträger               | The Secret Sharer          | 12. Nov. 2011       | 15. Feb. 2012                         |
| 47         | 8         | Lamia                         | Lamia                      | 19. Nov. 2011       | 22. Feb. 2012                         |
| 48         | 9         | Lancelots Schatten            | Lancelot Du Lac            | 26. Nov. 2011       | 29. Feb. 2012                         |
| 49         | 10        | Der Druidenschrein            | A Herald of the New Age    | 3. Dez. 2011        | 7. März 2012                          |
| 50         | 11        | Des Jägers Herz               | The Hunter’s Heart         | 10. Dez. 2011       | 14. März 2012                         |
| 51         | 12        | Das Schwert im Stein – Teil 1 | The Sword in the Stone (1) | 17. Dez. 2011       | 21. März 2012                         |
| 52         | 13        | Das Schwert im Stein – Teil 2 | The Sword in the Stone (2) | 24. Dez. 2011       | 28. März 2012                         |

## Staffel 5
Die Erstausstrahlung der fünften Staffel war vom 6. Oktober bis zum 24. Dezember 2012 auf dem britischen Sender BBC One zu sehen. Die deutschsprachige Erstausstrahlung sendete der deutsche Free-TV-Sender Super RTL vom 13. Februar 2013 bis zum 8. Mai 2013.
| Nr. (ges.) | Nr. (St.) | Deutscher Titel                    | Originaltitel                     | Erstausstrahlung UK | Deutschsprachige Erstausstrahlung (D) |
| ---------- | --------- | ---------------------------------- | --------------------------------- | ------------------- | ------------------------------------- |
| 53         | 1         | Arthurs Fluch – Teil 1             | Arthur’s Bane (1)                 | 6. Okt. 2012        | 13. Feb. 2013                         |
| 54         | 2         | Arthurs Fluch – Teil 2             | Arthur’s Bane (2)                 | 13. Okt. 2012       | 20. Feb. 2013                         |
| 55         | 3         | Das Totenlied des Uther Pendragon  | The Death Song of Uther Pendragon | 20. Okt. 2012       | 27. Feb. 2013                         |
| 56         | 4         | Lothars Grab, Arthurs Falle        | Another’s Sorrow                  | 27. Okt. 2012       | 6. März 2013                          |
| 57         | 5         | Das Runenmedallion                 | The Disir                         | 3. Nov. 2012        | 13. März 2013                         |
| 58         | 6         | Der dunkle Turm                    | The Dark Tower                    | 10. Nov. 2012       | 20. März 2013                         |
| 59         | 7         | Eine Lektion in Rache              | A Lesson in Vengeance             | 17. Nov. 2012       | 27. März 2013                         |
| 60         | 8         | Gift für Merlin                    | The Hollow Queen                  | 24. Nov. 2012       | 3. Apr. 2013                          |
| 61         | 9         | Von ganzem Herzen                  | With All My Heart                 | 1. Dez. 2012        | 10. Apr. 2013                         |
| 62         | 10        | Die Güte Fremder                   | The Kindness of Strangers         | 8. Dez. 2012        | 17. Apr. 2013                         |
| 63         | 11        | Dunkle Vorboten                    | The Drawing of the Dark           | 15. Dez. 2012       | 24. Apr. 2013                         |
| 64         | 12        | Für die Liebe zu Camelot! – Teil 1 | The Diamond of the Day (1)        | 22. Dez. 2012       | 8. Mai 2013                           |
| 65         | 13        | Für die Liebe zu Camelot! – Teil 2 | The Diamond of the Day (2)        | 24. Dez. 2012       | 8. Mai 2013                           |